# Rick Carey
Richard („Rick”) John Carey (ur. 13 marca 1963 w Mount Kisco) – amerykański pływak. Wielokrotny medalista olimpijski z Los Angeles.
Specjalizował się w stylu grzbietowym. Znajdował się w reprezentacji na IO 80, jednak Amerykanie zbojkotowali igrzyska w Moskwie i na olimpiadzie zadebiutował 4 lata później. W Los Angeles zdobył trzy złote medale (w tym na 100 i 200 metrów grzbietem). Wielokrotnie bił rekordy świata. Na mistrzostwach świata w 1982 zdobył trzy medale, w tym dwa złote. Studiował na University of Texas at Austin, karierę zakończył w 1986.

## Starty olimpijskie
Los Angeles 1984
- 100 m grzbietem, 200 m grzbietem, 4x100 m stylem zmiennym - złoto